# Chloroxylon swietenia

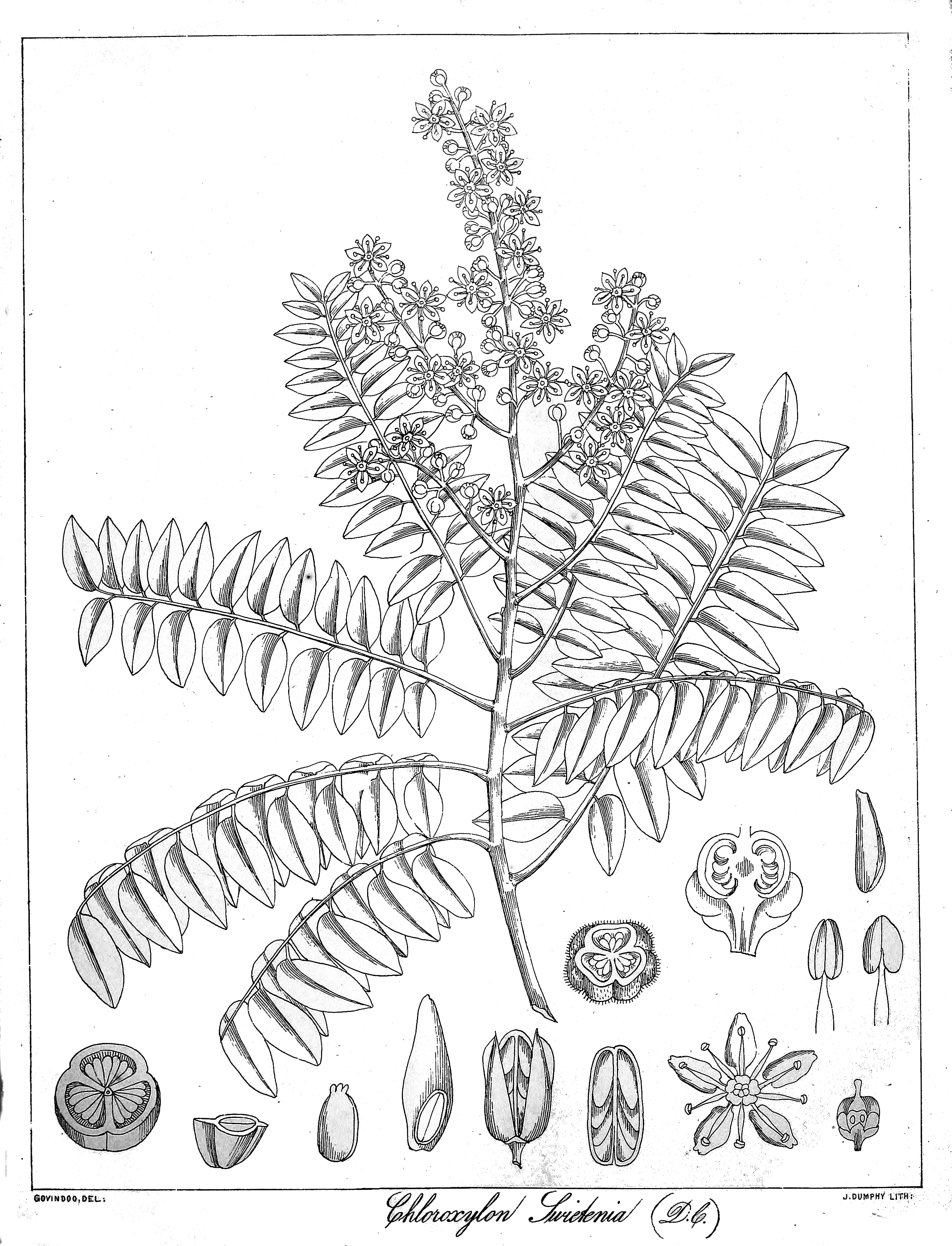
Illustration

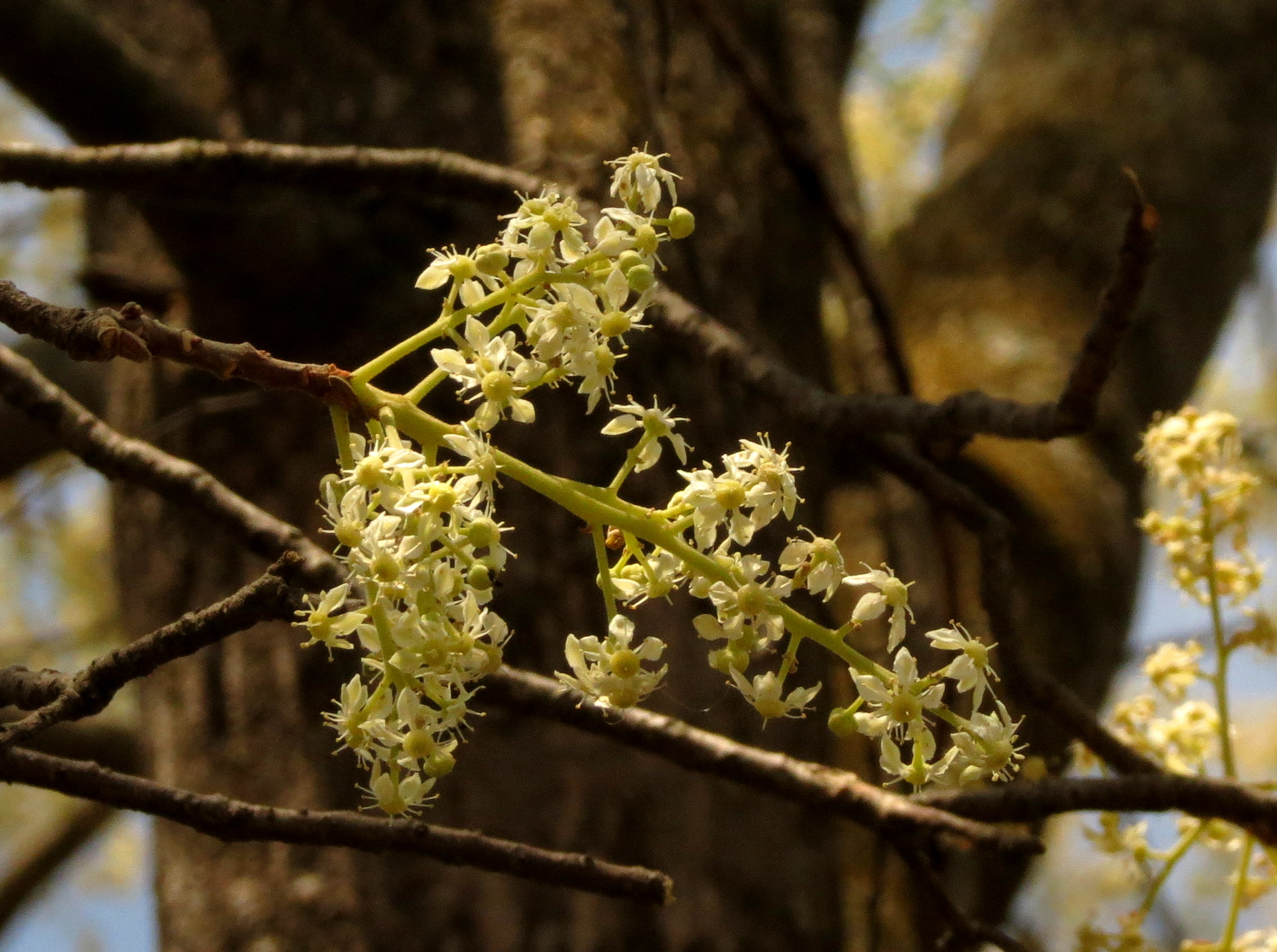
Blütenstand

Chloroxylon swietenia ist ein Baum in der Familie der Rautengewächse aus Indien und Sri Lanka.

## Beschreibung
Chloroxylon swietenia wächst als laubabwerfender Baum mit kurzem Stamm bis über 18 Meter hoch. Der Stammdurchmesser erreicht über 45 Zentimeter. Die raue braun-graue, korkige Borke ist furchig bis schuppig.
Die wechselständigen und gestielten Laubblätter sind wechselnd paarig gefiedert mit bis zu 40 Blättchen. Der Blattstiel ist bis 3 Zentimeter lang. Die kurz gestielten, eiförmigen bis länglichen, bis 3 Zentimeter langen Blättchen sind ganzrandig und stumpf bis rundspitzig. Die Blättchenspreite ist oft sehr ungleich. Die Nebenblätter fehlen.
Es werden end- oder achselständige, fein behaarte Rispen gebildet. Die zwittrigen und weißlichen bis cremefarbenen Blüten sind fünfzählig mit doppelter Blütenhülle. Die kurz genagelten, fein behaarten Petalen sind ausladend. Es sind 10 kurze Staubblätter ausgebildet. Der oberständige Fruchtknoten ist dreilappig, -kammerig mit kurzem Griffel mit minimaler Narbe. Es ist ein fleischiger, gelappter und feinhaariger Diskus vorhanden.
Es werden ledrige, eiförmige und lokulizidale, dreiklappige, bis 3 Zentimeter lange, holzige Kapselfrüchte gebildet. Die braunen, flachen Samen sind einseitig geflügelt, der Flügel ist bis etwa 1,5 Zentimeter lang, die Samen bis 1 Zentimeter.

## Verwendung
Das schwere, harte aber mäßig beständige, helle Holz, Satinholz, wird für einige Anwendungen genutzt. Es ist bekannt als Zitronenholz oder Ostindisches Satinholz, Seidenholz.